# Saison 18 des Griffin
 (mai 2020).
Si vous disposez d'ouvrages ou d'articles de référence ou si vous connaissez des sites web de qualité traitant du thème abordé ici, merci de compléter l'article en donnant les références utiles à sa vérifiabilité et en les liant à la section « Notes et références ».
Chronologie
Saison 17 Saison 19
La dix-huitième saison de la série d'animation Les Griffin (Family Guy) est diffusée entre le 29 septembre 2019 et le 17 mai 2020 sur le réseau Fox aux États-Unis et sur Citytv au Canada. En France, la saison a été disponible du 1er janvier 2021 au 31 décembre 2021 sur Netflix en version française.

## Épisodes
| No. série | No. saison | Titres (France et Québec)                                                                                            | Titre original                        | Réalisation     | Scénario                     | Date de diffusion (FOX) | Dates de diffusion MCM Télétoon | Code prod. | Audience |
| --- | ---------- | --- | ------------------------------------- | --------------- | ---------------------------- | ----------------------- | ------------------------------- | ---------- | -------- |
| 330 | 1          | Disney+: Yacht Rocky MCM: Le 'Rock' qui coule Rock thérapeutique                                                     | Yacht Rocky                           | John Holmquist  | Travis Bowe                  | 29 septembre 2019       | 1er mai 2021 1er octobre 2020   | HACX18     | 1.88     |
| Peter apprend qu'un des employés sera renvoyé de la brasserie à la suite d'un changement de manageur. Comme il craint d'être le premier en vue, il s'évanouit et finit à l'hôpital. Parce que son médecin lui a diagnostiqué un niveau de stress élevé, il accepte de partir sur un bateau de croisière avec sa famille et ses amis, même si ses amis auraient préféré un voyage entre mecs. Ensuite, au cours de l'histoire, Cleveland et Joe partagent une chambre et volent des provisions, Meg se trouve un petit ami idéal et Brian finit dans la soute à bagage puisque les chiens ne peuvent voyager à bord du bateau. Quand Peter se lamente de la disparition de Bob Welsh, il déclenche accidentellement une catastrophe. |            | |                                       |                 |                              |                         |                                 |            |          |
| 331 | 2          | Bri-Da Idamour | Bri-Da                                | Steve Robertson | Tom Devanney                 | 6 octobre 2019          | 1er mai 2021 8 octobre 2020     | HACX19     | 2.31     |
| Peter et ses amis ont toujours d'excellentes idées pour leurs loisirs, mais ils ne parviennent jamais à s'en souvenir. Joe suggère d'utiliser des caméras de surveillance de son travail afin de les aider à se remémorer leurs oublis. Contre toute attente, ils trouvent une idée qui a du potentiel, mais Quagmire est trop occupé à satisfaire son quota de vie sexuelle, et toute la ville le voit depuis les maisons. Pendant ce temps, Ida, son père, se trouve bien seule depuis que son fils l'a temporairement abandonné. Brian s'arrête dans un bar où Ida prend un verre et tous deux commencent une nouvelle relation, mais Quagmire a bien du mal à tisser des liens avec Brian. Finalement, Brian se retrouve remplacé par Quagmire dans le cœur d'Ida et tous deux partent regarder un film. |            | |                                       |                 |                              |                         |                                 |            |          |
| 332 | 3          | Disney+: Absolutely Babulous MCM: Absolument Babsbuleux C'est pas de la tarte                                        | Absolutely Babulous                   | Mike Kim        | Mark Hentemann et Ted Jessup | 13 octobre 2019         | 1er mai 2021 15 octobre 2020    | HACX20     | 1.82     |
| À l'école, Stewie reçoit une récompense. Il déchante très vite quand il se rend compte que Brian lui casse ses espoirs et quand il réalise qu'il a obtenu des trophées de participation, il brûle la maison. Les Griffin s'en sortent indemne même si le pompier volontaire Herbert en a profité pour sauver Chris, inconscient dans l'incendie et pour le violer ensuite. Puisque leur demeure ne sera pas réparée, Peter et les siens emménagent chez les parents de Lois. Peter ne supporte pas son beau-père mais il apprend que Babs vient d'un milieu modeste. Après s'être enivré avec elle, il l'encourage plus ou moins à retourner à ses premières amours et ils rompent. Carter géolocalise sa femme qui est touchée par ses efforts et parvient à empêcher in extremis le passage à tabac de son mari. De son côté, Stewie s'inscrit avec Brian dans un concours de pâtisserie et ils finissent cinquième, mais le jeune garçon s'en satisfait, estimant avoir mérité la place. |            | |                                       |                 |                              |                         |                                 |            |          |
| 333 | 4          | Disney+: Quand Disney reboot MCM: Les Griffin Rebootés Nouvelle version                                              | Disney's The Reboot                   | Greg Colton     | Kirker Butler                | 20 octobre 2019         | 1er mai 2021 22 octobre 2020    | JACX02     | 2.64     |
| L'équipe de scénaristes propose trois dérivés de la série. Dans le premier, Lois est une femme indépendante qui gagne l'argent familial pendant que son mari Peter reste s'occuper des enfants et de la maison. Dans le deuxième, des adolescents surmontent le meurtre de Meg. Dans le dernier, Chris est le seul personnage de la famille à figurer dans la série et il vit avec Tricia Takanawa et Joe. |            | |                                       |                 |                              |                         |                                 |            |          |
| 334 | 5          | Disney+: Comme chiens et chats MCM: A bon chat, bon rat Comme chien et chat                                          | Cat Fight                             | Jerry Langford  | Steve Callaghan              | 3 novembre 2019         | 1er mai 2021 29 octobre 2020    | JACX03     | 1.61     |
| Quagmire décide d'ouvrir un café pour chats, situé juste à côté de l'établissement favori de Brian. Lui réussit à fermer l'endroit mais il apprend qu'il ne pourra plus fréquenter son café non plus, une loi interdisant aux animaux d y entrer venant d'être promulguée. Après une bagarre, Brian et Quagmire se réconcilient quand Quagmire avoue qu'il voulait au moins commettre une bonne action dans sa vie. Pendant ce temps, Lois emmène Chris et Meg dans un camp religieux, mais l'ambiance est loin d'être au beau fixe. Alors qu'ils rentrent, la loi est finalement abrogée et Meg part au Japon dans une famille qui la maltraite tout autant que la sienne. |            | |                                       |                 |                              |                         |                                 |            |          |
| 335 | 6          | Le mariage de Peter et Lois                                                                                          | Peter and Lois' Wedding               | Joe Vaux        | Mark Hentemann               | 10 novembre 2019        | 7 mai 2021 5 novembre 2020      | JACX05     | 2.19     |
| Peter et Lois décident de raconter leur mariage quand le wifi cesse de fonctionner. Peter et ses amis à cette époque étaient diplômés, mais plusieurs ruptures avec Lois ont beaucoup affecté le jeune homme, et en conséquence, il n'a pas arrêté de penser à elle. Plus tard, il est devenu entrepreneur mais même là il ne pouvait pas l'oublier, malgré le fait que Carter ait soudoyé Daisy Fuentes pour qu'elle sorte avec lui et qu'il promette sa fille à Tom Tucker. Daisy admet qu'elle n'a jamais embrassé Peter, permettant à Lois de l'aimer à nouveau et ils s'enfuient alors que Meg est sur le point d'être conçue. |            | |                                       |                 |                              |                         |                                 |            |          |
| 336 | 7          | Maux de cœur Un amour brûlant                                                                                        | Heart Burn                            | Steve Robertson | Matt Pabian et Matt McElaney | 17 novembre 2019        | 8 mai 2021 12 novembre 2020     | JACX10     | 1.92     |
| Pour leur anniversaire de mariage, Peter et Lois racontent trois histoires inspirées de Roméo et Juliette, Paris et Hélène de Troie et Liaison Fatale. |            | |                                       |                 |                              |                         |                                 |            |          |
| 337 | 8          | Taulesgiving À chaque jour suffit son pen                                                                            | Shanksgiving                          | Brian Iles      | Alex Carter                  | 24 novembre 2019        | 8 mai 2021 19 novembre 2020     | JACX04     | 2.28     |
| Peter décide de se faire arrêter pour éviter un Thanksgiving barbant. Stewie révèle plus ou moins volontairement un secret qu'il cachait. |            | |                                       |                 |                              |                         |                                 |            |          |
| 338 | 9          | Bientôt Noël Les plaisirs de Noël                                                                                    | Christmas Is Coming                   | John Holmquist  | Travis Bowe                  | 15 décembre 2019        | 8 mai 2021 24 décembre 2020     | JACX06     | 2.30     |
| Brian aide Stewie qui expérimente avec Meg une épreuve traumatisante de Noël. |            | |                                       |                 |                              |                         |                                 |            |          |
| 339 | 10         | La Celica de Connie Le requiem de Camille                                                                            | Connie's Celica                       | Joseph Lee      | Kevin Biggins                | 5 janvier 2020          | 8 mai 2021 26 novembre 2020     | JACX08     | 1.85     |
| Connie Del Amico, la pimbêche du lycée, se trouve une nouvelle victime en la personne de Lois, venue donner des cours de musique. |            | |                                       |                 |                              |                         |                                 |            |          |
| 340 | 11         | Coupe, coupe Coupé dans le vif                                                                                       | Short Cuts                            | Julius Wu       | Kirker Butler                | 16 février 2020         | 14 mai 2021 3 décembre 2020     | JACX11     | 1.65     |
| Brian reçoit la visite d'un vieux camarade de classe.Peter se moque de la nouvelle coupe de cheveux de Lois. |            | |                                       |                 |                              |                         |                                 |            |          |
| 341 | 12         | Disney+: Au bout du tunnel MCM: Punition souterraine Piège de terre                                                  | Undergrounded                         | Greg Colton     | Mike Desilets                | 23 février 2020         | 15 mai 2021 10 décembre 2020    | JACX11     | 1.57     |
| Peter créé un tunnel secret pour que Lois ne puisse plus l'obliger à rester à la maison. |            | |                                       |                 |                              |                         |                                 |            |          |
| 342 | 13         | Disney+: Ce bon vieux et riche Stewie MCM: Stewie le magifique Stewie le vieux riche                                 | Rich Old Stewie                       | Brian Iles      | Chris Sheridan               | 1er mars 2020           | 15 mai 2021 17 décembre 2020    | JACX12     | 1.55     |
| Peter se meurt dans le futur, obligeant Stewie à lui rendre visite. |            | |                                       |                 |                              |                         |                                 |            |          |
| 343 | 14         | Disney+: L'étoffe d'un héros MCM: L'activiste Peter et l'activisme                                                   | The Movement                          | Joe Vaux        | Maggie Mull                  | 8 mars 2020             | 15 mai 2021 31 décembre 2020    | JACX15     | 1.45     |
| Peter doit chanter l'hymne national lors d'un match de baseball. |            | |                                       |                 |                              |                         |                                 |            |          |
| 344 | 15         | Bébé Stewie | Baby Stewie                           | Jerry Langford  | Artie Johann                 | 15 mars 2020            | 15 mai 2021 7 janvier 2021      | JACX14     | 1.68     |
| Stewie construit une machine qui connait un problème technique et lui donne la mentalité d'un bébé. |            | |                                       |                 |                              |                         |                                 |            |          |
| 345 | 16         | Disney+: Que d'eau ! MCM: Finance-moi Télétorture                                                                    | Start Me Up                           | John Holmquist  | Daniel Peck                  | 19 avril 2020           | 21 mai 2021 14 janvier 2021     | JACX16     | 1.58     |
| Stewie et Chris créent une fausse entreprise. Peter doit travailler depuis chez lui à cause d'un problème de transpiration. |            | |                                       |                 |                              |                         |                                 |            |          |
| 346 | 17         | Disney+: Et pour un coma de plus MCM: Le coma des mortels Le gars dans le coma                                       | Coma Guy                              | Steve Robertson | Patrick Meighan              | 26 avril 2020           | 22 mai 2021 21 janvier 2021     | JACX07     | 1.54     |
| Peter se retrouve à nouveau dans le coma après un accident. |            | |                                       |                 |                              |                         |                                 |            |          |
| 347 | 18         | Avec ou sans Meg Un monde sans Meg                                                                                   | Better Off Meg                        | Anthony Agrusa  | Emily Towers                 | 3 mai 2020              | 22 mai 2021 28 janvier 2021     | JACX17     | 1.39     |
| Un accident de voiture tue accidentellement une personne possédant le permis de conduire de Meg. Alors qu'elle est déclarée morte, sa famille va tenter de survivre sans elle et elle commence bientôt une nouvelle vie. |            | |                                       |                 |                              |                         |                                 |            |          |
| 348 | 19         | Disney+: La sainte Bibeule MCM: La Sainte Bible Santa Bibla                                                          | Holly Bibble                          | Julius Wu       | Cherry Chevapravatdumrong    | 10 mai 2020             | 22 mai 2021 4 février 2021      | JACX01     | 1.29     |
| Les Griffin sont coincés dans une chambre de motel par temps d'ouragan. Pour passer le temps,ils racontent trois histoires bibliques inspirées de l'arche de Noé, Jésus et Adam et Eve. |            | |                                       |                 |                              |                         |                                 |            |          |
| 349 | 20         | Disney+: Movin'in (Complainte du principal) MCM: L'emménagement (La ballade du Principal Shepherd) L’invité surprise | Movin' In (Principal Shepherd's Song) | Joseph Lee      | Danny Smith                  | 17 mai 2020             | 22 mai 2021 11 février 2021     | JACX18     | 1.51     |
| Pour avoir humilié publiquement et accidentellement Chris au lycée, le principal Shepherd perd son emploi et emménage temporairement avec les Griffin.Pendant ce temps, Brian attaque Stewie en justice quand ce dernier crée une série de bande dessinée le ridiculisant. |            | |                                       |                 |                              |                         |                                 |            |          |